# Чемпіонат U-19 України з футболу 2023—2024
12-та юнацька першість України з футболу проходив з 27 липня 2023 року по 24 травня 2024 року.

## Регламент
До участі в матчі Чемпіонаті U-19 допускаються футболісти 2005 року народження та молодші. Допускається участь 5 (п’яти) футболістів 2004 р.н., які можуть одночасно впродовж усього ігрового часу перебувати на полі. У складі команди клубу на полі під час матчу може одночасно перебувати не більше 7 (семи) футболістів-легіонерів.

## Учасники
У турнірі беруть участь 16 юнацьких команд:
| Команда               | Населений пункт                      | Стадіон | Місткість стадіону | Місце в сезоні 2022/23 |
| --------------------- | ------------------------------------ | --- | ------------------ | ---------------------- |
| «Верес» U-19          | Рівне                                | НТБ «Верес»                                                                                                | 200                | 11                     |
| «Ворскла» U-19        | Полтава                              | «Молодіжний»                                                                                               | 680                | 5                      |
| «Динамо» U-19         | Київ                                 | НТБ «Динамо»                                                                                               | 750                | 2                      |
| «Дніпро-1» U-19       | Дніпро                               | СТБ «Дніпро» НТБ «Динамо» (Київ) (1 матч)                                                                  | 300 750            | 7                      |
| «Зоря» U-19           | Луганськ                             | ОФК ім. Івана Піддубного (Київ) «Княжа-Арена» (с. Щасливе) (6 матчів) НТБ «Динамо» (Київ) (1 матч)         | 1500 1000 750      | 8                      |
| «Колос» U-19          | с. Ковалівка Білоцерківського району | НТБ «Колос» (с. Соф. Борщагівка) НТБ «Динамо» (Київ) (1 матч) «Княжа-Арена» (с. Щасливе) (1 матч)          | 250 750 1000       | 6                      |
| «Кривбас» U-19        | Кривий Ріг                           | НТБ «Гірник» «Спарта» (6 матчів) НТБ «Динамо» (Київ) (1 матч)                                              | 108 484 750        | 12                     |
| ЛНЗ U-19              | Черкаси                              | «ЛНЗ-Арена» (с. Лебедин) «Лівий берег» (мас. Млиново) (1 матч) НТБ «Колос» (с. Соф. Борщагівка) (1 матч)   | 376 1372 250       | —                      |
| «Металіст 1925» U-19  | Харків                               | «Княжа-Арена» (с. Щасливе) НТБ «Динамо» (Київ) (2 матчі) «Колос» (Бориспіль) (1 матч)                      | 1000 750 5654      | 13                     |
| ФК «Минай» U-19       | с. Минай Ужгородського району        | «Сокіл» (Львів) «Скіф» (Львів) (2 матчі)                                                                   | 1000 4033          | 16                     |
| «Оболонь» U-19        | Київ                                 | НТБ «Оболонь» (Буча) НТБ «Колос» (с. Соф. Борщагівка) (1 матч)                                             | 150 250            | —                      |
| ФК «Олександрія» U-19 | Олександрія                          | «Ніка-плюс» «Олімп» (4 матчі)                                                                              | 500 2 640          | 4                      |
| «Полісся» U-19        | Житомир                              | «Спартак-Арена» НТБ «Динамо» (Київ) (1 матч)                                                               | 1242 750           | —                      |
| «Рух» U-19            | Львів                                | Стадіон ім. Б. Маркевича (Винники) НТБ «Рух» (Винники) (2 матчі)                                           | 900 250            | 1                      |
| «Чорноморець» U-19    | Одеса                                | СОК «Люстдорф» «Іван» (1 матч)                                                                             | 500 1200           | 14                     |
| «Шахтар» U-19         | Донецьк                              | «Княжа-Арена» (с. Щасливе) «Лівий берег» (мас. Млиново) (1 матч) НТБ «Колос» (с. Соф. Борщагівка) (1 матч) | 1000 1372 250      | 3                      |

 — нові команди

## Турнірна таблиця
| М  | Команда               | І  | В  | Н  | П  | РМ    | О  |
| -- | --------------------- | -- | -- | -- | -- | ----- | -- |
|    | «Динамо» U-19         | 30 | 23 | 4  | 3  | 93−23 | 73 |
|    | «Шахтар» U-19         | 30 | 23 | 2  | 5  | 64−30 | 71 |
|    | «Дніпро-1» U-19       | 30 | 15 | 8  | 7  | 52−34 | 53 |
| 4  | «Колос» U-19          | 30 | 15 | 5  | 10 | 45−39 | 50 |
| 5  | «Полісся» U-19        | 30 | 13 | 10 | 7  | 49−36 | 49 |
| 6  | ФК «Олександрія» U-19 | 30 | 13 | 8  | 9  | 45−30 | 47 |
| 7  | «Кривбас» U-19        | 30 | 13 | 7  | 10 | 56−47 | 46 |
| 8  | «Рух» U-19            | 30 | 13 | 4  | 13 | 52−46 | 43 |
| 9  | «Ворскла» U-19        | 30 | 13 | 4  | 13 | 49−46 | 43 |
| 10 | «Зоря» U-19           | 30 | 11 | 7  | 12 | 46−45 | 40 |
| 11 | «Верес» U-19          | 30 | 9  | 11 | 10 | 39−40 | 38 |
| 12 | «Металіст 1925» U-19  | 30 | 9  | 4  | 17 | 42−77 | 31 |
| 13 | ФК «Минай» U-19       | 30 | 8  | 4  | 18 | 31−49 | 28 |
| 14 | «Чорноморець» U-19    | 30 | 6  | 6  | 18 | 27−47 | 24 |
| 15 | «Оболонь» U-19        | 30 | 4  | 8  | 18 | 29−59 | 20 |
| 16 | ЛНЗ U-19              | 30 | 3  | 6  | 21 | 21−92 | 15 |

## Найкращі бомбардири
| № | Футболіст             | Команда                                       | Голи (пен.) |
| - | --------------------- | --------------------------------------------- | ----------- |
| 1 | Матвій Пономаренко    | «Динамо» U-19                                 | 24 (2)      |
| 2 | Михайло Раско         | «Полісся» U-19                                | 14 (6)      |
| 3 | Владислав Островський | «Металіст 1925» U-19 (4) / «Ворскла» U-19 (9) | 13          |
| 4 | Дмитрій Кремчанін     | «Динамо» U-19                                 | 13 (1)      |
| 5 | Дмитро Годя           | «Верес» U-19                                  | 12 (5)      |